# Estudios de Asia Oriental

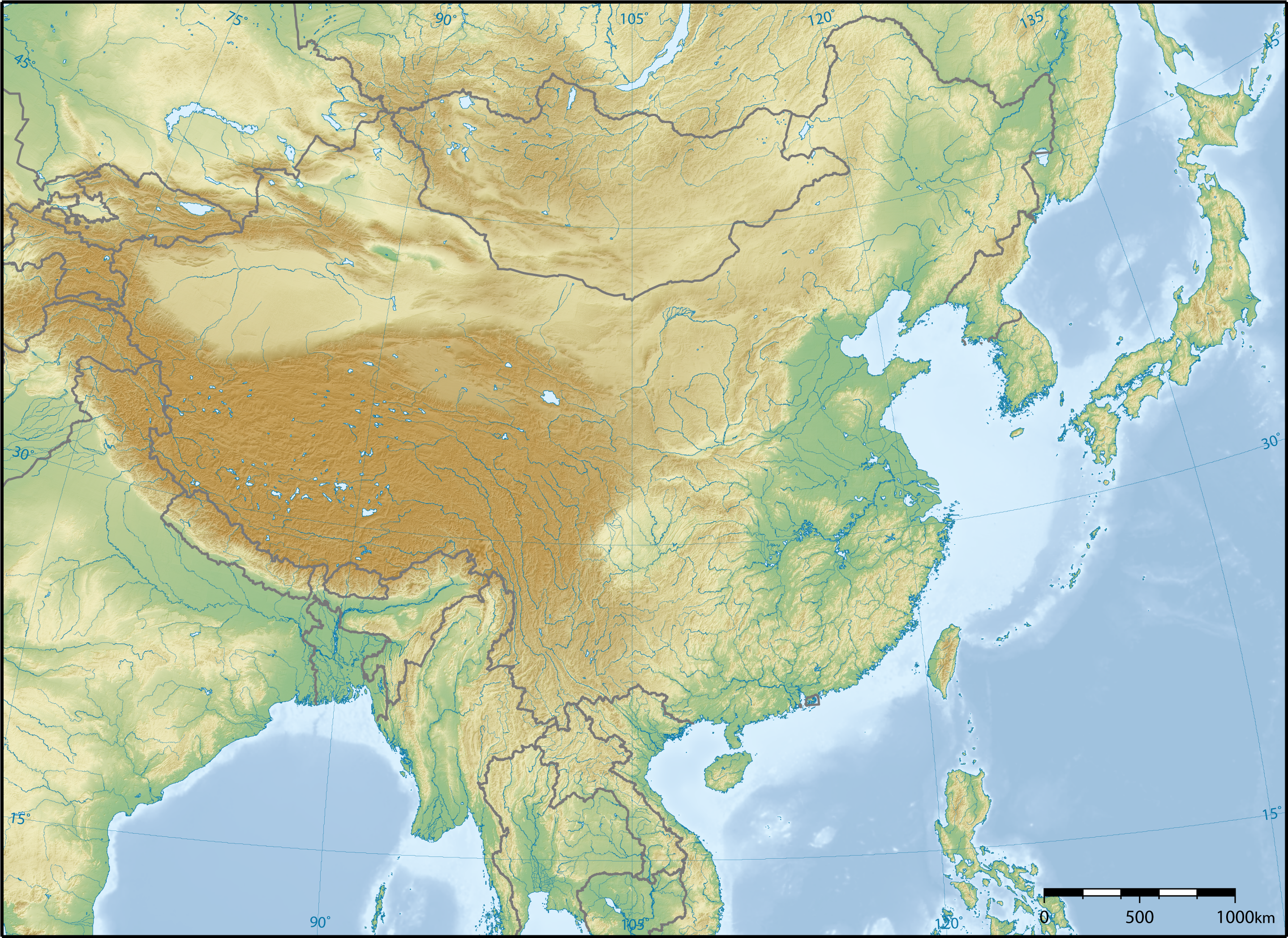

Los Estudios de Asia Oriental son un campo multidisciplinario de investigación y educación sobre Asia Oriental. El campo incluye el estudio de la cultura, el idioma, la economía, la historia y la política de la región.
El campo alienta a académicos de diversas disciplinas a intercambiar ideas sobre becas en relación con la experiencia de Asia oriental y la experiencia de Asia oriental en el mundo.
En las universidades de América del Norte y el mundo occidental, el estudio de las humanidades de Asia oriental se aloja tradicionalmente en los departamentos de EALC (Idiomas y civilizaciones o culturas de Asia oriental), que se especializan en lengua y literatura china y japonesa y, a veces, en lengua y literatura coreana.

## Subcampos
- Sinología
- Japonología
- Koreanología